# أزناب خالصة (تشهاردانغة)
أزناب خالصة (بالفارسية: ازناب خالصه) هي منطقة سكنية تقع في إيران في قسم تشهاردانغة الریفي. يقدر عدد سكانها بـ 178 نسمة .